# 黃震南
黃震南（1980年—），PTT暱稱為Sizumaru，是位台灣文史工作者、藏書家、作家與教師，致力於台灣文學與歷史文獻的蒐集與研究，自2009年起，他經營部落格與Facebook粉絲專頁「活水來冊房」，內容涵蓋台灣史、舊書文化與閱讀分享，長年推廣閱讀與傳統文學保存，他亦出版多部以藏書經驗與台灣歷史為主題的著作，被稱為「藏書界竹野內豐」。

## 生平
黃震南生於嘉義縣六腳鄉，自幼即接觸各類書籍，經常隨父親造訪書店並參與台灣文史相關活動。據其回憶，兩歲時已識字，並能閱讀未加注音之漫畫作品。其父黃哲永為嘉義地區的民間文學與漢學研究者，出身三級貧戶，從小在嘉義農村成長，自青年時期起即熱衷於舊書與文獻的收藏與研究。
黃震南表示，其藏書興趣受到父親影響而逐漸養成，成年後協助父親尋覓台灣文獻與傳統文學作品，並逐漸建立個人收藏體系。由於父親主要活動於台灣南部，黃震南則在台灣北部工作，父子二人分別於臺灣南、北部從事書籍蒐集與研究，形成地域互補的合作模式。除了蒐集列於書單的文獻，也同步擴展個人關注的主題領域。
2009年，他創立部落格「活水來冊房」，後續亦設立同名臉書專頁，該名稱取自朱熹的《觀書有感》詩句「問渠那得清如許，為有源頭活水來」，象徵文脈源遠流長。
黃震南畢業於國立臺中教育大學語文教育學系，以及國立臺灣師範大學台灣語文學系碩士班進修，學術研究涵蓋台灣史、台灣文學與語文教育。據報導，其自大學畢業後即投入舊書收藏，最初因閱讀溫瑞安的武俠小說而產生興趣，後進一步涉獵其純文學作品。並透過網路拍賣等途徑擴展蒐藏。

## 藏書
黃震南藏書的收藏領域涵蓋台灣史地書籍（如歷史、地理、風俗、文學及各地文史資料）、台灣文獻史料（日治時期及戰後報刊、教科書等）、早期台灣傳統文學作品、戰後外省人文學、尺牘、清代兒童啟蒙書（如三字經、千字文等）、1960至1980年代的武俠小說、漫畫、傳統詩（漢詩）、日治時期古書，以及具版本特色的書籍。他經常親自走訪舊書店（如台北的舊香居、古今、百城堂，以及嘉義在地舊書店）和透過網路拍賣平台尋找書籍。
他曾參與多場藏書與文獻相關展覽，並提供部分藏品供展出。然而，由於曾遇藏書出借後難以歸還的不愉快經驗，現行原則為「純交流、不外借」。他認為藏書為個人財產，擁有者有自主決定權，特別在風險較高時更應審慎評估是否出借。其收藏中具代表性的項目包括：
- 西川滿作品：黃震南為西川滿的粉絲，認為其在台灣書籍史中具重要地位。其藏品包含多部西川滿的限量版作品，例《梨花夫人》、《嘉定屠城紀略》、《傘仙人》與《亞片》等。黃震南曾以新臺幣七萬元自日本購得西川滿親手上色的《繪本桃太郎》限量版，並特別推崇其作品的裝幀設計與發行策略。[4][5][3]
- 蔡培火作品：曾收藏臺灣日治時期社會運動家蔡培火的手寫筆記與日記，黃震南稱此為他近十年來「曾經」最具代表性的藏品之一，後已全數售予國立台灣文學館。[4][6]
- 溫瑞安：黃震南花費多年時間追尋溫瑞安的作品，特別是他的純文學作品和神州詩社的文獻。他收藏了溫瑞安的第一本詩集《將軍令》，並認為這是其溫瑞安收藏中最難入手的作品。[3]
- 夏宇詩集《備忘錄》：因國中時讀到該書詩句而對現代詩產生興趣，曾以新台幣一萬八千元在網拍中標得此書，為當時網拍史上最高成交價。[3][9]
- 台灣早期報刊雜誌：如《臺灣新民報》、《公論報》（曾提及報導雷震案的版面）及《自由中國》等史料。[3]
- 其他：如1705年出版的《福爾摩啥》（An Historical and Geographical Description of Formosa, an Island subject to the Emperor of Japan，作者為喬治·撒瑪納札）第二版原書。以及1923年裕仁巡視台灣時，其隨行的井茲常伯爵側拍的底片[4]，及清代教導變魔術的《中外戲法圖說》。[5][3]

### 保存
在藏書保存方面，黃震南注重防潮與防蟲，依據台灣南北部的氣候差異使用除濕機或殺蟲劑，例如在嘉義老家的書庫使用水煙式殺蟲劑定期處理，北部住家則以除濕為主。他也會使用桐木箱等無酸材質來保存珍貴藏書，對於蟲蛀書籍，則採取單獨密封方式處理。黃震南表示，他對藏書保存有著強烈責任感，曾自述若因疏忽導致藏書毀損，將感到強烈責任與歉意，甚至形容自己為「歷史罪人」。

## 著作與出版
- 《臺灣漢語傳統文學書目新編》（上 、下）（與吳福助合編，2013）ISBN 9789860391053[5][3]

- 《取書包，上學校：臺灣傳統啟蒙教材》（2014）ISBN 9789865729271[5][3]

- 《臺灣史上最有梗的臺灣史》（2016）ISBN 9789861372242：該書使用PTT鄉民梗介紹臺灣史，成為暢銷書。據報導，時任總統蔡英文亦曾購買此書。[5][7]

- 《國文開外掛：自從看了這本課本以後……》（2018）ISBN 9789869538756

- 《藏書之家：我與我爸，有時還有我媽》（2018）ISBN 9789578018532：該書講述一家人的藏書緣起、經歷與見聞。[7][2]

## 外部連結
- 活水來冊房的部落格（繁體中文）
- 活水來冊房的Facebook專頁（繁體中文）